# Falsomesosella subalba
Falsomesosella subalba là một loài bọ cánh cứng trong họ Cerambycidae.